# Tonalteca spinooculorum
Tonalteca
Genre
Espèce
Synonymes
- Hoplobunus spinooculorum Goodnight & Goodnight, 1973

Tonalteca spinooculorum, unique représentant du genre Tonalteca, est une espèce d'opilions laniatores de la famille des Stygnopsidae.

## Distribution
Cette espèce est endémique d'Oaxaca au Mexique. Elle se rencontre à Valle Nacional dans la grotte Cueva del Guayabo.

## Description
Le mâle holotype mesure 3,5 mm et la femelle paratype 3 mm.

## Systématique et taxinomie
Cette espèce a été décrite sous le protonyme Hoplobunus spinooculorum par Goodnight et Goodnight en 1973. Elle est placée dans le genre Tonalteca par Cruz-López et Francke en 2017.

## Genres de la sous-famille des Stygnopsinae
Selon World Catalogue of Opiliones (06/10/2021) :
- Chinquipellobunus Goodnight & Goodnight, 1944
- Hoplobunus Banks, 1900
- Isaeus Sørensen, 1932
- Iztlina Cruz-López & Francke, 2017
- Mexotroglinus Šilhavý, 1977
- Minisge Cruz-López, Monjaraz-Ruedas & Francke, 2019
- Panzosus Roewer, 1949
- Paramitraceras Pickard-Cambridge, 1905
- Philora Goodnight & Goodnight, 1954
- Sbordonia Šilhavý, 1977
- Serrobunus Goodnight & Goodnight, 1942
- Stygnopsis Sørensen, 1902
- Tonalteca Cruz-López & Francke, 2017
- Troglostygnopsis Šilhavý, 1974

## Publications originales
- Goodnight & Goodnight, 1973 : « Opilionids (Phalangida) from Mexican caves. » Bulletin of the Association for Mexican Cave Studies, no 5, p. 83–96.
- Cruz-López & Francke, 2017 : « Total evidence phylogeny of the North American harvestman family Stygnopsidae (Opiliones : Laniatores : Grassatores) reveals hidden diversity. » Invertebrate Systematics, vol. 31, no 3, p. 317–360.